# Соня Теодориду
Соня Теодориду (на гръцки: Σόνια Θεοδωρίδου) е гръцка оперна певица, сопрано.

## Биография
Родена е в 1958 година в Бер (Верия), Гърция, но по произход е от кожанското село Джума (Харавги). Учи в Националната консерватория „Манолис Каломирис“. Печели стипендията „Мария Калас“, което ѝ дава възможност да учи в Кьолнската музикална академия, а след това продължава обучението си в Лондон.
Има изяви на най-престижните опери в Европа и пленява публиката и критиците с прекрасни изпълнения. Има забележителен репертоар, включващ най-значимите роли в операта, сред които са Фиордилиджи (Così fan tutte), Елвира (Don Giovanni), Памина (Zauberflöte), Алчина (Alcina), Виолета (La Traviata), Гилда (Rigoletto), Анджелика (Suor Angelica), Мими (La Bohème), Евридиция (Gluck's Orfeo ed Euridice), Салюд (La vida breve), Фиориля (Il Turco in Italia), Корина (Il viaggio à Reims) и други. Изпълненията си като солист изнася на някои от най-популярните театри в Гърция, Германия, Унгария, Италия, Израел, Португалия, Япония и други.
Соня Теодориду се занимава и с обществена дейност, подкрепяйки протест срещу Британския музей във връзка с културното наследство на Гърция. Живее в Берлин и преподава като професор в Берлинския университет за изящни изкуства. Омъжена е и има син.